# 2008年夏の局地的荒天続発
2008年の夏における局地的な荒天の続発は、2008年の7月から9月初めにかけて日本各地で相次いだ、集中豪雨（ゲリラ豪雨）、突風、雷などによる災害のことである。
なお、8月26日〜8月31日に東海・関東を中心に発生した豪雨は、気象庁が9月1日に平成20年8月末豪雨（へいせい20ねん8がつまつごうう）と命名した。

## 概要と経過

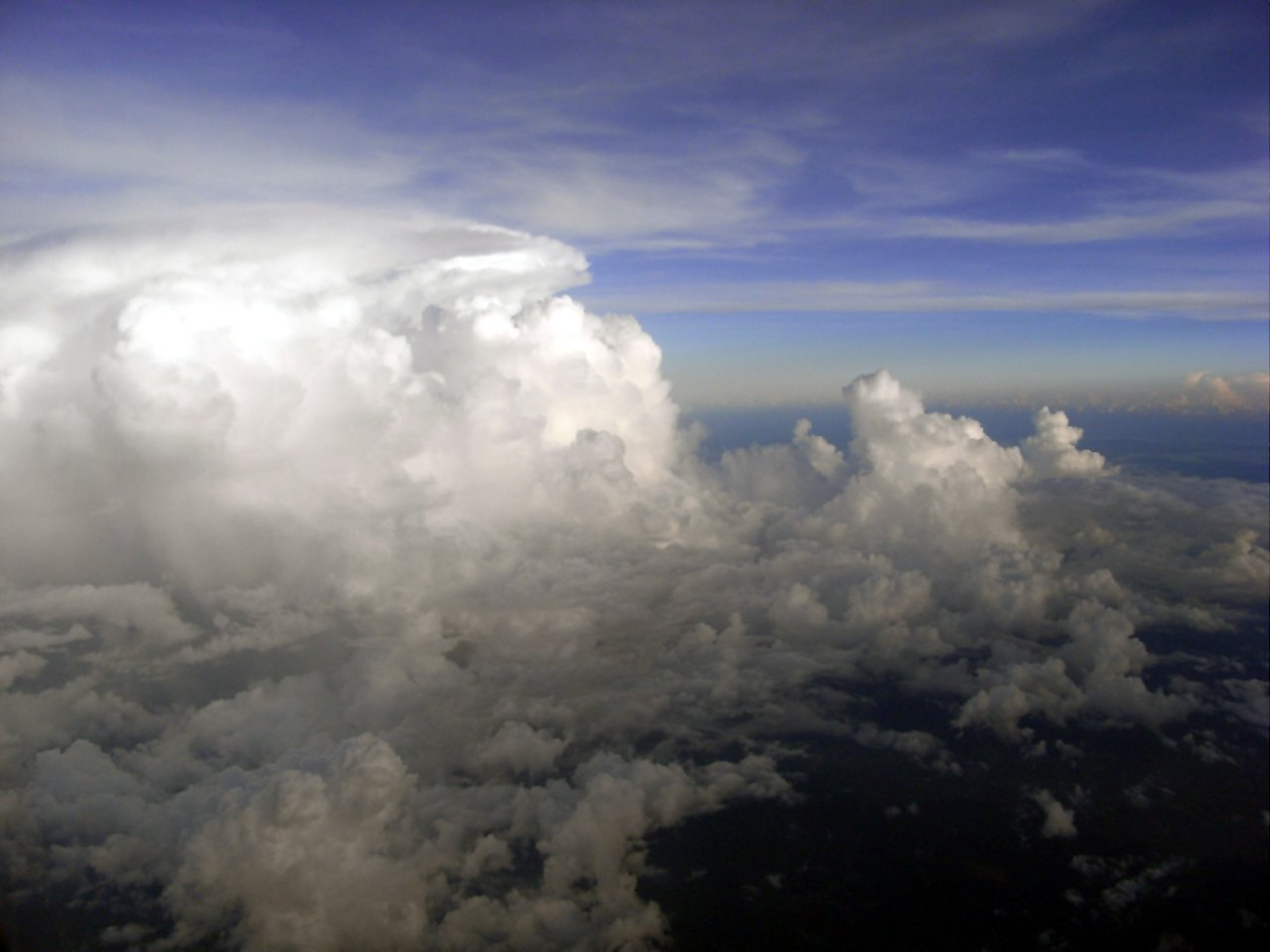
四国上空で航空機から撮影された積乱雲。2008年8月14日撮影。

2008年の梅雨は、東北・北陸で前線の影響が残った一方、ほかの地域では平年よりも早く明けたところが多かったように、梅雨前線の活動が弱く北上が早かった。
各地の梅雨明け時期を見ると、沖縄が6月17日ごろ、九州南部・九州北部・四国・中国が7月6日ごろ、近畿・東海が12日ごろ、関東・甲信地方が19日ごろとなりそれぞれ1日〜14日早かった。奄美は7月2日ごろ、東北北部は8月5日ごろ、北陸・東北南部が8月6日ごろで、それぞれ4日〜15日遅かった。
それに伴い、夏の晴天をもたらす太平洋高気圧も早くから日本列島を覆い始め、西日本を中心に高温や少雨となった。梅雨前線の不活性と高気圧の張り出しの原因には、日本付近の上空を流れる偏西風の影響があった。偏西風は7月後半にはすでに平年より弱まっており、上空での寒気の南下、地表付近での湿暖気流の北上や高気圧の張り出しが促進されてしまう状況にあった。
高気圧による晴天で地表に近いほど温度上昇が大きく上空と地表付近の気温差が大きくなっていたため、気圧配置次第で、湿暖気流が北上したり、シアーラインができたり、寒気が南下したりして、大気が不安定な状態が頻繁に発生した。不安定な大気のもとで、多くの積乱雲が日本列島の上空にできることとなり、局地的に強い雷雨を降らせ、突風なども発生させた。
偏西風が弱まった原因としては、北西太平洋の北緯20度付近の海域（夏季に北上した熱帯収束帯）やインド洋西部の赤道付近の海域（熱帯収束帯）の対流活動が活発だったことが指摘されている。また、対流が活発となった直接の原因として、太平洋赤道域西部（ENSO=エルニーニョやラニーニャの発生海域）やインド洋赤道域（IODの発生海域）の海水温の変化が関与していると考えられている。
以下に局地的雷雨の経過を示す。太字は平成20年8月末豪雨の説明。
- 7月25日 - 日本海や三陸沖に低気圧、日本海〜東北南部に停滞前線が分布。前線や低気圧に向かって湿暖気流が流れ込んで、関東地方で積乱雲が発達した[12]。
- 7月27日・28日 - 日本海北東部に低気圧、日本海南部から関東にかけて停滞前線が分布。上空で寒気や寒気を伴った気圧の谷が通過。前線や低気圧に向かって湿暖気流が流れ込んで、中国地方から関東地方までの広範囲で積乱雲が発達した。28日は線状エコー（マルチセル・ライン）が山陰〜近畿を東進した[13][14]。
- 7月29日 - 東北付近や房総半島南東沖に低気圧が分布。上空の寒気の影響が残り、湿暖気流と相まって各地で積乱雲が発達した[15][16]。
- 7月30日 - 朝鮮半島西部〜沖縄東方沖にかけて高気圧、東海沖と房総半島のはるか東方沖に低気圧が分布。高気圧の縁を湿暖気流が周り込んで大気が不安定となり、西日本で積乱雲が発生した[17]。
- 8月4日 - 山陰から東北にかけて停滞前線が分布。前線付近で大気が不安定であったことに加え、静岡県浜松市佐久間で38.6℃を観測するなど猛暑となったことで、九州〜東北の広範囲で積乱雲が発達した[18]。
- 8月5日 - 関東付近に停滞前線、父島付近に低気圧が分布。猛暑が継続、低気圧に向かって東から湿暖気流が流れ込み、前線の北側を中心に大気が不安定に。関東を中心に各地で積乱雲が発達した[19]。
- 8月6日 - 朝鮮半島北部や日本海に高気圧、四国のはるか南方沖に低気圧が分布。気温はやや下がったものの猛暑が継続、低気圧に向かって東から湿暖気流が流れ込み大気が不安定に。近畿や中部を中心に積乱雲が発達した[20]。
- 8月7日〜8日 - 低気圧が沖縄付近に移動した。大気は依然不安定で、全国的に猛暑も継続。西日本を中心にところどころで積乱雲が発達した[21][22]。
- 8月9日〜10日 - 沖縄付近に低気圧が分布。北日本などでは猛暑が和らいだが西日本を中心に猛暑、湿暖気流の流れ込みが続き大気は不安定。中部から沖縄にかけてところどころで積乱雲が発達。10日は低気圧が中国大陸に移動したものの状況に大きな変化は無く、ところどころで積乱雲が発生した[23][24]。
- 8月11日〜13日 - 全般に高気圧の影響を受けて晴天だが、日本近辺にいくつか低気圧が発生。北日本を除いて全国的に猛暑となったことに加え、湿暖気流の流入もあってところどころで積乱雲が発達[25][26][27]。
- 8月14日〜17日 - 東シナ海付近から熱帯低気圧が東進、日本海〜東北に発生した前線が次第に南下、15日に日本の南海上で発生した台風11号が房総はるか東方沖へ向けて東進。大気の不安定さが増し、ところどころで積乱雲が発達した[28][29][30][31]。
- 8月18日〜20日 - 18日は猛暑が全国的に和らいだものの、19日からは前線の通過などに伴って各地で局地的に積乱雲が発達した。北海道を中心に北日本では低温も見られた[32][33][34]。
- 8月21日〜23日 - 本州付近を低気圧が通過、上空にはこの時期としては強い500hPaで-6℃という寒気が南下した。22日には九州に前線が接近し、23日には低気圧とともに日本列島を東進した。22日午前にかけて、低気圧周辺の山陰、北陸、関東、東北などで積乱雲が発達した。また前線の通過に伴って、22日は九州や四国など、23日は沖縄を除き全国的に積乱雲が発達した。3日間を通して、西日本の太平洋側でやや暖かかったものの、北海道〜関東・東北太平洋側を中心に低温となった[35][36][37]。
- 8月24日〜25日 - 日本海と紀伊半島沖に低気圧が停滞して二つ玉低気圧の状態が持続。上空に寒気を伴った寒冷低気圧や、低気圧に向かって流れ込む下層の湿暖気流によって、東海・関東・東北などで積乱雲が発達し連日の雨。北日本は低温が継続[38][39]。
- 8月26日〜27日 - 本州の南海上に低気圧、東シナ海の低気圧が東進し、日本海南部にも低気圧が発生。九州〜東海の太平洋側で積乱雲が発達した。全国的に高温のところと低温のところあり[40][41]。
- 8月28日〜30日 - 日本海と四国沖に低気圧、その間から本州にかけて前線が発生、朝鮮半島西方には高気圧が発生。九州〜関東の太平洋側で積乱雲が急発達。29日〜30日も前線は停滞し、九州〜東北の広範囲で太平洋側を中心に積乱雲が発達し断続的な雨となった[42][43][44]。
- 8月31日 - 前線は消滅して断続的な雨は一段落したが、局地的に積乱雲が発達したところもあった[45]。

8月は、上旬は西日本・東日本で高温、南西諸島・西日本・東日本中旬はで高温、下旬は南西諸島を除き低温となり、気温の変化が激しい月となった。降水量は局地的豪雨の頻発によりおおむね平年並みで、南西諸島や四国、北海道の道央地方は少雨となった。

## 7月12日〜7月26日
7月12日15時15分〜30分ごろ、東京都渋谷区・目黒区・港区・江東区の広範囲でF0のダウンバーストと見られる突風が発生し、樹木が倒壊するなどした。7月22日17時5分〜50分ごろには、気圧の谷の通過に伴って沖縄県与那原町とその近海で複数の竜巻が発生した。海上竜巻3つ、竜巻1つ、竜巻か地上に達しない漏斗雲とされるもの2つが確認された。
25日夕方、群馬県東部の広い範囲で、大雨・雹・落雷とともに突風による被害が発生した。太田市、みどり市、桐生市、邑楽町などで住宅の損壊、窓ガラスの破損、ビニールハウスの損傷などがあわせて約200件報告された。みどり市と桐生市では、15時〜15時30分ごろに3つの突風が集中的に連続して発生したことが分かった。突風の強さを示す藤田スケールではF1にあたるダウンバーストが2つ、原因は特定できなかったF0相当の突風が1つ発生したと見られている。また、太田市や足利市、邑楽町でも、別のF1のダウンバースト1つとF0の原因不特定の突風1つの計2つが発生したことがわかった。

## 7月27日〜29日の大雨・突風
27日から29日にかけて、中国地方、近畿地方、北陸地方、関東地方北部、東北地方の各地での強い雨、突風、落雷が発生し、被害も出た。いずれも急激に発達した積乱雲がもたらした気象であり、短時間・狭範囲を特徴とする荒天となった。
27日、関東地方北部で局地的な集中豪雨が降り、群馬県みなかみ町にある湯檜曽川支流の東黒沢で鉄砲水が発生した。渓流を滑り下ったりして楽しむキャニオニングをしていた2人が流され、1人が救助されたものの、もう1人は亡くなった。同県高崎市上里見では16時59分までの1時間雨量が75.0mmを記録するなど、上流では短時間に強い雨が降っていたと考えられている。
また、北陸から東北にかけての各地で突風が発生した。福井県敦賀市では12時50分ごろ、ガストフロントと呼ばれる突風が発生した。海岸付近ではイベントが行われており、会場を通過したガストフロントによりテントが舞い上がり、テントを押さえていた人など9人が重軽傷を負い、1人が死亡した。現場に近い敦賀の気象観測所では最大瞬間風速29.7m/sを観測するなどしており、藤田スケールではF0に当たるものと推定されている。石川県小松市では14時ごろ、F1のダウンバーストと見られる突風が発生し、小松飛行場で最大瞬間風速35m/sを観測した。福島県郡山市と三春町では16時30分ごろ、F0のダウンバーストと見られる突風が発生し、被害が発生した。また、岐阜県高山市、飛騨市、長野県佐久市、小諸市、岡谷市、群馬県富岡市でも突風が確認された。
28日にも、静岡県浜松市でF0のダウンバースト、磐田市で原因不特定の突風、愛知県蒲郡市でガストフロント、兵庫県神戸市でガストフロントかダウンバーストと見られる突風がそれぞれ発生した。
また、その神戸市では、集中豪雨により都賀川が急激に増水し午後2時半過ぎに鉄砲水が発生、子供3人を含む5人が流されて死亡した。河川敷には多数の人がおり、取り残された11人が救助された。また、姫路市では落雷により1人が死亡した。このほかにも、京都府京丹後市峰山で13時30分までの1時間雨量が81.0mm、同府長岡京市で14時までの1時間雨量が76.5mmを記録するなど、中国地方から東北地方にかけての広い範囲で集中豪雨が降った。
医王山で6時50分までの1時間雨量が60.0mm、湯涌地区の羽場町芝原橋で138mmを記録するなど、早朝に集中豪雨が降った石川県金沢市では、浅野川、高橋川、大野川、碇川などが氾濫し冠水や浸水などの被害が出て、一時5万人に避難指示が出された。浸水は2,500棟以上、道路や河川の被害額は5億円以上に達した。
29日も各地で局地的に雷雨が発生した。この日国立競技場で行われた日本対アルゼンチンのサッカーオリンピック代表の親善試合は、雷雨のため途中で打ち切りとなった。

## 7月30日〜8月3日
7月30日8時〜9時半ごろには、鳥取県鳥取市沖で相次いで竜巻が観測された。内訳は、海上竜巻が4つ、海上竜巻か地上に達しない漏斗雲と見られる突風が3つであった。

## 8月4日〜9日の大雨
4日から9日にかけて、九州から北陸・関東にかけての範囲で大雨や雷などの被害が相次いだ。短時間・狭範囲の荒天であり、降水量の分布はまばらで地域差が極端に大きかった。
4日から5日にかけて、東海地方、関東地方、山梨県、北陸地方などで急発達した積乱雲による局地的な雷雨が発生した。山梨県大月市では4日19時20分までの1時間雨量が観測史上最多の79.0mmを記録するなどした。山梨県では、落雷の影響で午後6時29分ごろ県全域の約56万5千世帯が停電し、最大で1時間半続いたところもあった。このほか、各地で鉄道のダイヤが乱れた。この日埼玉スタジアムで行われる予定だった高校総体のサッカー決勝は雷雨の影響で、初めて悪天候による中止となり、流経大柏と市立船橋の両校優勝となった。また5日昼過ぎには、東京都豊島区で下水道工事をしていた作業員6人が下水の急激な増水によって流された。1人は自力で脱出したが、ほかの5人は遺体で見つかった。
6日にも各地で局地的な雷雨が発生した。10時ごろには栃木県那須烏山市で増水した川に流された男性1人が死亡したほか、夕方には大阪府枚方市と寝屋川市で雨による浸水被害が1,500棟近くに達した。枚方市では17時50分までの1時間雨量が観測史上最多の71.5mmに達した。
福岡県福岡市博多区で8日15時50分までの1時間雨量が62.5mmに達するなど、8〜9日は九州地方で局地的な雷雨となった。近畿、中部などでも強い雨を観測した。

## 8月10日〜8月27日
10日以降もところどころで午後を中心に積乱雲による激しい雷雨が発生した。
14日以降は熱帯低気圧や台風、前線の影響で大気の不安定さが増した。14日には、熊本県菊池市鞍岳で1時間雨量89.5mm、茨城県日立市で83.0mm、15日には、新潟県村上市朝日北西部付近で約90mm（レーダー解析）、16日には、石川県七尾市灘浦付近で120mm以上（レーダー解析）、栃木県さくら市と福岡県太宰府市付近で110mm以上（レーダー解析）をそれぞれ観測するなど、記録的な雨が降ったところが続出した。16日には、栃木県鹿沼市で東北自動車道の高架下の道路が水没し、自動車に取り残された女性1人が死亡した。この事故については、情報の錯綜や混乱のため、消防や警察が現場に出動しなかったというミスがあったことが判明し、問題となった。
19日にも新潟県佐渡市相川付近で1時間雨量約110mm（レーダー解析）、20日には鹿児島県南大隅町付近で120mm以上（レーダー解析）を観測するなど、激しい局地的豪雨がところどころで発生した。
このころから北海道・東北や関東の日本海側を中心に、オホーツク海高気圧から吹くやませの影響で気温が低くなってきた。22日には北海道稚内市沼川で最低気温が1.5℃となるなど各地で8月の最低気温記録を更新した。23日の東京は最高気温が22.8℃とこれも寒かった。雨の影響もあって低温は全国的に続いた。
その間にも各地で前線や低気圧に伴った局地的雷雨が発生した。23日〜25日には、静岡県伊豆市天城山で降り始めから約2日間での総雨量が333.5mmに達するなど、東海や関東で大雨となり、東海道新幹線が一時運転をストップするなどの影響が出た。

## 8月28日〜30日の大雨
28日夜から29日午前にかけて、中国地方、東海地方、関東地方などで、急激に発達した積乱雲による局地的な雷雨が続発した。愛知県西部では、岡崎市で1時からの1時間雨量が観測史上最多の146.5mmとなるなど記録的な豪雨となり、一部の河川が氾濫した。この豪雨により2人が死亡し、名古屋市や岡崎市で約50万世帯に一時避難勧告が出た。広島県福山市でも9時30分までの1時間雨量が91.5mmを記録するなど、このほかの都道県でも広い地域で浸水被害や土砂崩れが発生した。浸水は5,800棟以上、土砂崩れは100か所以上に上った。
30日も千葉県我孫子市で19時10分までの1時間雨量が104.5mmを観測するなど、九州〜東北で局地的に大雨が続いた。28日〜30日は北日本は高温になり、雨の影響で西日本・東日本が低温となった。

## 原因
2008年の夏に局地的な豪雨、雷、突風などが続発した理由として、日本周辺で気象状態が平年と異なる場所があった事で、大気の流れなどが変わったことが考えられている。
一連の現象の大きな原因は2つある。
1つ目は、偏西風の蛇行である。2008年は夏のあいだずっと、偏西風の大きな蛇行が確認されている。偏西風の蛇行によって、常に朝鮮半島付近に気圧の谷ができる状態となり、そのおかげで気圧の谷に向かって南下した寒気が続々と日本海を東に進んで、大気を不安定にした。同じく偏西風の蛇行によって、オホーツク海付近で気圧の尾根が強くなり、（8月下旬を中心に）日本の東海上に高気圧ができて勢力を強めた。この高気圧は冷たい空気を持っているため、これも大気を不安定にした。また同じく偏西風の蛇行によって、（8月上旬や下旬を中心に）上空に寒気を伴った低気圧が日本の南海上に停滞し、これも大気を不安定にした。
2つ目は、湿暖気流の流れ込みやすい状況である。偏西風蛇行の影響で日本の南海上に停滞した低気圧と日本の東海上にできた高気圧の2つが、お互いに南東方向の風を吹かせたため、（8月上旬や下旬を中心に）本州付近に向かって湿暖気流が流れ込みやすい状況ができた。また、梅雨前線の影響で、（7月下旬や8月中旬を中心に）西からも湿暖気流が流れ込んだ。
春の東シベリアの気温が高いと、夏に東アジアで偏西風が蛇行しやすいという研究があるが、この夏はまさにそのとおりの状況となっていた。また、寒帯ジェット気流に沿って伝播した大気波が8月下旬に偏西風の蛇行を強めたのではないかとされる。
日本の南海上の低気圧に関しては、フィリピン付近の高気圧が平年より強かったことで、相対的に日本の南海上が低気圧となったと見られている。また、この原因としてインドネシア付近の対流活動が活発であったこと、さらにその原因として、西太平洋の赤道付近の海水温が高かったことと中部太平洋の赤道付近の海水温が低かったこと、またインド洋西部や中部の海水温が高かったこと（ダイポールモード現象?）が影響しているとされる。

## 局地的な豪雨と防災
局地的な豪雨、雷雨、突風の頻発や被害の続出により、局地的な豪雨などへの関心が高まり、防災の必要性も高まった。
狭い範囲で短時間に強い雨が降る例が増えているという統計は以前から出ていたものの、この年の夏はそういった雨が頻発し、被害も多数出た。メディアでは局地的雷雨の原因や対策が多く取り上げられ、行政も対策を採った。気象庁は雷注意報に雨に関する注意喚起を追加し、気象予報士に局地的雷雨の危険性を国民に呼びかけるよう喚起するなどの対策をとった。また、雷の発生確率を細かく予想して発表する技術を開発し、2010年までに開始すると発表した。防災科学技術研究所は、雨粒の形や大きさなどの詳細なデータを把握できるマルチパラメーターレーダーを用いた雷雨の直前予測を研究していることが報じられた。
行政の対策に対して、非難の声がある一方、仕方が無い部分もあるという意見がある。豪雨による冠水被害が出た愛知県岡崎市では全市民に対する避難勧告が十分に行き渡らず避難したのはたった51人という事態となったが、豪雨災害の経験の有無が対策に影響すると言われている。防災の体制や制度などは自治体の裁量が大きいため、各自治体に工夫が求められているとの指摘がある。また、豪雨の増加に対してどのように対策を変えていくべきかという課題もある。
防災情報に関しては、携帯電話やインターネットでの配信が急速に増加する一方で、そういった情報媒体を持たない過疎地域の住民や高齢者などは情報の入手が難しくなる問題がある。この問題は、地域の住民が一体となって近隣の人たちの安全確保や情報伝達を行う必要があるとの考えがある。また、各都市の平均で1時間雨量50mmに耐えられる想定で作られた雨水の排水インフラ（治水参照）をより強化することが必要とされているが、地面の透水性を高めたりといった都市計画の見直しを含めた対策を求める声もある。